# Santa Angélica (Alegre)
Santa Angélica é um distrito do município de Alegre, no Espírito Santo . O distrito possui  cerca de 1 100 habitantes e está situado na região leste do município .